# Biblioteca comunale di Chiusi
La Biblioteca comunale di Chiusi è la biblioteca pubblica di Chiusi. Dal 1º giugno 2013 è stata trasferita nel palazzo Ex ala maschile, detto "Casa della Cultura", mentre per molti anni fu ubicata nel Chiostro di S. Francesco, adiacente all'omonima Chiesa, nel centro storico.

## Storia
Documenti d'archivio testimoniano che la Biblioteca fu istituita tra il 1865 e il 1870 ad opera della Società operaia. Negli anni Venti del Novecento, con la soppressione del Convento dei Frati Minori Cappuccini, che avevano sede nel complesso di San Francesco, il Comune acquisì la collezione di volumi antichi (del XVI fino al XIX secolo) che costituisce, oggi, il fondo antico della Biblioteca comunale.
Alterne vicende hanno portato a periodi di chiusura della Biblioteca e a spostamenti di sede, fino alla sede nel complesso di San Francesco. Nel 2008 è stata inaugurata la nuova Sezione bambini e ragazzi, ed è stato aperto il punto prestito presso la sede dell'Associazione Pubblica Assistenza di Chiusi Scalo.

## Patrimonio
La Biblioteca comunale di Chiusi possiede circa 17.000 volumi compreso il materiale multimediale.

## Servizi
La Biblioteca offre i seguenti servizi:
- consultazione e studio in sede
- prestito locale
- informazioni bibliografiche
- navigazione internet
- prestito interbibliotecario (gratuito tra le biblioteche toscane)
- riproduzioni